# Alojz Raab
Alojz Raab, češki knjigovez, knjigarnar in založnik, * neznano, Olomouc, Češka, † neznano.       
Rodil se je v Olomoucu na Moravskem. V ljubljanskih mestnih knjigah je prvič omenjen februarja leta 1766. Na Kranjskem se je uveljavil kot knjigovez, kar je bil njegov prvotni poklic, poleg tega pa je bil še knjigarnar in založnik. Delavnico in prodajalno je imel v svoji hiši na Starem trgu 109 (danes Rožna ulica 23). V mestni upravi je imel funkcijo uradnega knjigoveza, leta 1791 pa je bil izvoljen v mestni svet. Njegovemu delu lahko sledimo do 90. let 18. stoletja, nato pa je podjetje prevzela vdova Anna Maria Raab.

## Delo
O Raabovemu knjigotrškemu in založniškemu delu govore oznake v publikacijah in časopisni oglasi. Leta 1770 je založil slovensko izdajo dela Gabriela Hevenesija Sveti post, Christusovimu terplenju posvezhen, leta 1775 pa pesmarico Osem inu shestdeset sveteh pesm Maksimiljama Adama Jošta Radeskinija, ki jo je v oglasu priporočal vsem učiteljem in organistom. Izdal je tudi pesmarico Filipa Jakoba Repeža, Romarsku drugu blagu. Prvič je izšla leta 1775 v Vidmu, letnica Raabove izdaje v Ljubljani pa ni znana.
Leta 1776 je Raab objavil oglas za Physikalischer Almanach für das Jahr 1776, iz katerega izvemo, da delo obravnava splošne naravoslovne in geografske pojme, ilustrirano pa je z grafikami.
Zalagal je tudi knjige, po katerih so segali le izobraženci. Tako je že leta 1773 pri njem izšel nemški prevod enega izmed Ciceronovih govorov (Rede für Titus Annus Milo). Izobražencem so bili namenjeni tudi nekateri priročniki. Pri Raabu je bilo mogoče kupiti osemjezični slovar Ambrozija da Calepija, pravne priročnike (Schmauß Corpus juris gentium; Einleitung zur Staatswissenschaft; Corupus juris publici; Codex austriacus) in zgodovinska dela (Cronica Venetorum). Zbiral je tudi prednaročila za knjigo Ignaza de Luca, Das gelehrte Oesterreich (1777–1778).